# اوسپینا
اوسپینا (انگلیسی: Ospina) نام شهری در کشور کلمبیا است.